# Philobota
Philobota é um gênero de traça pertencente à família Agonoxenidae.